# Glauco de Caristo
Glauco (en griego: ΓλαύκοςΓ, romanizado: Glaûkos) de Caristo, hijo de Demilo, fue boxeador y uno de los más célebres atletas de la Antigua Grecia. Fue un περιοδονίκης (en griego antiguo: περιοδονίκης, romanizado: periodonikés) (vencedor en todos los juegos más importantes de la Antigua Grecia), habiendo obtenido una victoria  en los Juegos Olímpicos, dos en los  Píticos, ocho en los  Nemeos y ocho en los Ístmicos en la disciplina (agón) del  boxeo.

## Vida
El relato más completo de su vida es el de Pausanias, según el cual Glauco afirmaba descender del dios marino Glauco. Pausanias cuenta con detalles: hijo de Démilo Se cuenta que, siendo aún un niño, Glauco, que vivía en Caristo, en Eubea, era un sencillo campesino; un día, cuando la reja de su arado se aflojó, la reajustó utilizando su mano como martillo. Démilo lo vio hacerlo y llevó a su hijo a Olimpia para que participara en el concurso pugilístico. Inexperto, Glauco recibió muchos golpes y estuvo a punto de rendirse en el último combate, cuando su padre le gritó: «¡Niño, golpea como un aradoǃ». Entonces asestó un golpe mortal y venció. Una variante muy similar se encuentra en Filóstrato, op. cit., 20: Glauco es aconsejado allí no por su padre, sino por una gimnasta llamada Tisi durante la lucha, por lo que Glauco derrotó a su oponente con un golpe final. Posteriormente se convirtió en un boxeador de renombre, ganando todas sus victorias. Su estatua en Olimpia fue realizada por Glaucias de Egina a petición de su hijo. Se dice que Glauco fue enterrado en una isla que más tarde llevó su nombre.
Su historia se conoce principalmente gracias a Pausanias, que la cuenta con todo detalle: nació en Antedón en Beocia. 
Su palmarés varía según las fuentes:
- Pausanias:[7] 2 Píticos, 8 Ístmicos y Nemeos, a los que hay que añadir la victoria en los Olímpicos descrita anteriormente;
- Suda: [8]25 olímpicos (¿?), 3 pitícos y 10 ístmicos;
- Anecdota graeca :
  - 20 olímpicos (¿?), 3 píticos y 10 ístmicos.[9][10]
- 3 olímpicos, 8 píticos e ístmicos, y varios nemeos (¿?)[11]

Según varias fuentes fidenignas, Se dice que Glauco fue durante un tiempo tirano de Camarina en Sicilia por instigación de Gelón, tirano de Siracusa. Se dice que murió allí, ejecutado por los camarinos o por Gelón. A su muerte, fue quemado por los caristios en una pequeña isla que pasó a conocerse como la «Isla de Glauco». Su hijo le dedicó una estatua en Olimpia, obra de Glaucias de Egina. Lo representa en movimiento de combate, para honrar su gran habilidad técnica. Para los griegos hasta la época romana, su nombre era sinónimo de campeón. Simónides de Ceos compuso una oda a su gloria en la que declaraba que ni Pólux ni Heracles podrían haber rivalizado con él.Cf. También Esquines y Demóstenes utilizaron su nombre como el de un gran campeón del pasado, y Demóstenes al igual que Filóstrato.